# Лазарев, Павел Ефимович
Па́вел Ефи́мович Ла́зарев (29 августа 1898 года, с. Троицкое, Керенский уезд, Пензенская губерния — 8 декабря 1944 года, Венгрия) — советский военный деятель, генерал-майор (17 января 1944 года).

## Начальная биография
Павел Ефимович Лазарев родился 29 августа 1898 года в селе Троицкое ныне Башмаковского района Пензенской области.
Работал слесарем на трубочном заводе в Пензе.

## Военная служба

### Первая мировая и гражданская войны
3 февраля 1917 года П. Е. Лазарев призван на военную службу и направлен рядовым в Волынский лейб-гвардии полк, дислоцированный в Петрограде, где вскоре был избран членом ротного и полкового комитетов. После расформирования полка в феврале 1918 года вернулся в Пензу.
3 марта 1918 года П. Е. Лазарев вступил во 2-й Пензенский отряд, в составе которого служил красноармейцем и командиром отделения и принимал участие в боевых действиях против бандформирований и в подавлении мятежа Чехословацкого корпуса в районе Пензы. Осенью направлен во 2-й восточный кавалерийский полк, который принимал участие в боевых действиях на Восточном фронте против войск под командованием А. В. Колчака.
С декабря 1919 года лечился в Пензенском военном госпитале в связи с тифом. После выздоровления в феврале 1920 года направлен в 216-й запасной полк, дислоцированный в Симбирске, откуда в марте переведён на учёбу на 4-е Петроградские командные курсы, а в мае — в Пятигорск на 37-е Тихорецкие командные курсы, в составе которых принимал участие в боевых действиях на Северном Кавказе против бандитизма. В сентябре 1921 года по окончании учёбы Лазарев назначен на должность командира взвода на этих же курсах.

### Межвоенное время
В 1922 году направлен на учёбу в Военно-педагогическую школу в Москве, после окончания которой в октябре 1923 года назначен на должность преподавателя тактики на 9-х Сумских командных курсах. В августе 1924 года переведён в 74-й стрелковый полк (25-я стрелковая дивизия, Украинский военный округ), дислоцированный в Полтаве, где служил на должностях помощника командира роты, начальника полковой школы, помощника начальника штаба полка.
В октябре 1931 года Лазарев направлен на учёбу в Военную академию имени М. В. Фрунзе, после окончания которой в мае 1934 года назначен на должность помощника начальника 1-й (оперативной) части штаба 5-й стрелковой дивизии (Белорусский военный округ), дислоцированной в Полоцке, в июне 1936 года — на должность начальника штаба 87-го стрелкового полка (29-я стрелковая дивизия) в Дорогобуже, а в ноябре 1938 года — на должность начальника 1-го (оперативного) отдела штаба 16-го стрелкового корпуса в Минске.
В декабре 1939 года направлен на учёбу в Академию Генштаба Красной Армии.

### Великая Отечественная война
С началом войны подполковник П. Е. Лазарев был досрочно выпущен из академии и 27 июня 1941 года назначен на должность помощника начальника Западного отдела Оперативного управления Генштаба Красной Армии, а в августе — на должность начальника штаба 322-й стрелковой дивизии, формировавшейся в г. Горький (Московский военный округ), которая после завершения формирования в период с 27 октября по 11 ноября была передислоцирована на станцию Кузнецк (Пензенская область), к 29 ноября — на станцию Рыбное, а к 5 декабря — в район города Зарайск, после чего принимала участие в боевых действиях в Тульской и Калужской наступательных операций, в ходе которых освободила города Венёв и Белёва. 15 января 1942 года в районе с. Полюдово полковник П. Е. Лазарев был ранен, после чего лечился в госпитале.
После выздоровления 9 апреля 1942 года назначен на должность командира 4-й отдельной стрелковой бригады, которая в составе 5-го гвардейского стрелкового корпуса вела оборонительные боевые действия на реке Жиздра юго-западнее Сухиничей.
20 сентября 1942 года назначен командиром 53-й стрелковой дивизии, которая вела оборонительные боевые действия вдоль железной дороги Вязьма — Калуга. В феврале 1943 года дивизия была передана в состав 6-го гвардейского стрелкового корпуса, после чего в марте принимала участие в боевых действиях по расширению Изюмского плацдарма. В марте 1943 года также был начальником гарнизона города Изюм. 9 апреля П. Е. Лазарев освобождён от занимаемой должности.
17 мая 1943 года назначен на должность командира 19-й стрелковой дивизии, которая вела оборонительные боевые действия на левом берегу реки Северский Донец и с августа участвовала в ходе Белгородско-Харьковской и Полтавско-Кременчугской наступательных операций, битвы за Днепр и боях на Красноградско-верхнеднепровском направлении. 7 октября полковник П. Е. Лазарев в районе села Домоткань был ранен, после чего лечился в госпитале. По выздоровлении 23 октября вернулся на прежнюю должность командира 19-й стрелковой дивизии, которая вскоре участвовала в ходе Пятихатской, Березнеговато-Снигирёвской, Одесской и Ясско-Кишинёвской наступательных операций и затем в последующем освобождении территории Румынии, Болгарии и Югославии, а также городов Бобринец (16 марта 1944 года), Миргород, Братислава, Шумла (Шумен) (9 сентября 1944 года), Алексинац, Ниш и Белград.
Генерал-майор Павел Ефимович Лазарев 8 декабря 1944 года погиб во время артиллерийского обстрела, находясь на наблюдательном пункте 1310-го стрелкового полка своей 19-й стрелковой дивизии на окраине города Лабод (Венгрия). Похоронен в Одессе на 2-м Христианском кладбище.

## Награды
- Четыре ордена Красного Знамени (30.1.1943, 23.10.1943, 19.11.1943, 3.11.1944)[7];
- Орден Кутузова 2-й степени (19.3.1941)[7];
- Орден Отечественной войны 1-й степени (25.10.1944[7];
- Орден Богдана Хмельницкого 2-й степени (13.9.1944);
- Медаль «XX лет Рабоче-Крестьянской Красной Армии».